# Emily Hood Westacott

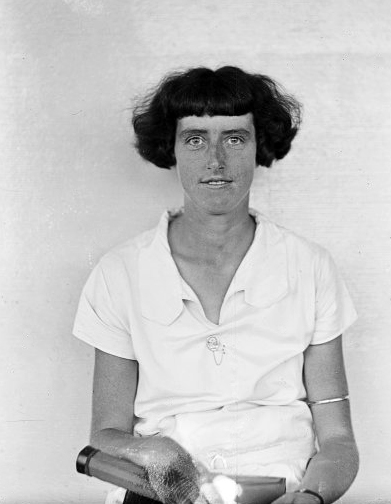
Emily Hood Westacott 1930

Emily Hood Westacott (* 6. Mai 1910 als Emily Hood in Brisbane; † 9. Oktober 1980) war eine australische Tennisspielerin.
Emily Hood Westacott gewann 1939 die Australischen Tennismeisterschaften mit einem 6:1, 6:2-Sieg im Endspiel über ihre Landsfrau Nell Hall Hopman; 1937 war sie noch im Finale an Nancye Wynne gescheitert. 1930 gewann sie an der Seite von Margaret Molesworth das Doppelfinale gegen Marjorie Cox und Sylvia Lance Harper mit 6:3, 0:6 und 7:5. Auch 1933 und 1934 konnten sich Westakott und Molesworth durchsetzen; 1933 besiegten sie im Finale Joan Hartigan und Marjorie Gladman Van Ryn mit 6:3 und 6:2 und 1934 Joan Hartigan Bathurst und Ula Valkenburg mit 6:8, 6:4 und 6:4. 1937 erreichte Hood Westacott mit Nell Hall Hopman und 1939 mit May Hardcastle noch einmal das Endspiel, in beiden Partien waren Thelma Coyne und Nancye Wynne ihre Gegnerinnen. Auch im gemischten Doppel zog sie mit Aubrey Willard gegen Marjorie Cox Crawford und Jack Crawford 1931 und erneut 1934 mit Ray Dunlop gegen Joan Hartigan und Edgar Moon ins Finale ein.

## Persönliches
Am 20. August 1930 heiratete sie Victor Clyde Westacott in Brisbane.